# 孟关良
孟關良（1977年1月24日—），浙江绍兴人，中國皮划艇靜水項目運動員。2001年7月，加入中国共产党。退役后从事政务工作。2022年起，任浙江体育职业技术学院党委副书记、院长。

## 生涯

### 职业生涯
孟關良於1994年進入紹興市業餘體育學校練習皮划艇，並於同年入專業隊，1年后入选国家皮划艇队
手臂力量強大的孟關良於八運會中贏得了男子C1-500米與C1-1000米項目的金牌。1998年的全國冠軍賽中奪得了C1-200米、C1-500米、C1-1000米、C1-5000米與男子全能項目的冠軍。同年又贏得了曼谷亚运会的男子C2-500米銅牌以及C1-1000米項目的金牌。1999年，孟關良於全國冠軍賽奪得男子全能冠軍和C1-5000米項目的冠軍。1年後，在全國錦標賽的C1-500米項目獲得冠軍。2000年，正值運動生涯黃金年齡的孟關良，曾是中國隊征戰悉尼奧運會皮划艇項目的主力選手，但最終因藥檢不過關，被取消了參賽資格。2001年，孟關良在九運會中蟬聯C1-500米冠军。2002年，孟關良贏得了釜山亞運会的C1-500米與C1-1000米項目的金牌。

### 奥运冠军
2004年，孟關良与国家队中最大的竞争对手楊文軍搭档，贏得了意料之外的雅典奧運会男子C2-500米項目金牌，該面金牌是中國於奧運史上的首枚皮划艇項目獎牌。在冲过终点线后，孟关良一度以为他们是第四个冲线的皮划艇，懊恼得用手拍额头；随后，他和队友杨文军惊喜地发现他们的成绩位列第一。
2005年，在十運會中孟關良分别在C1-1000米項目和C1-500米項目中不敌楊文軍，两次屈居亚军。翌年，他在多哈亞運会所參與的C1-1000米小項中因遇上大風而未能得到獎牌。
2008年，孟關良與老搭档楊文軍一起参加北京奥运会，並於C2-500米項目以1分41秒25成功衛冕。

### 从政经历
奧運會後，孟關良退役，出任浙江省水上運動管理中心副主任。
2012年时，孟关良任浙江省皮划艇队总教练，浙江体育职业技术学院竞技体育六系副主任、党总支书记。中共十八大期间，他是唯一的浙江體育界代表。
2017年7月，建德市人大常委会任命孟关良为副市长。
2022年5月起，孟关良任浙江体育职业技术学院党委副书记、院长。负责主持学院行政全面工作，直接分管负责内部审计工作，分管办公室。